# 黃拱截尾長小蠹
黃拱截尾長小蠹（学名：Dinoplatypus flectus）为長小蠹蟲科黃截尾長小蠹屬下的一个种。

## 扩展阅读
- 維基物種上的相關：黃拱截尾長小蠹